# Il Re (miniserie televisiva)
Il Re è uno sceneggiato televisivo italiano (girato nel 1965 e trasmesso il 7 gennaio 1966) di genere biografico e storico, prodotto dalla RAI, per la regia di Silverio Blasi.
Il soggetto e la sceneggiatura sono di Giorgio Prosperi, che aveva lavorato con Blasi per la Vita di Michelangelo, realizzata nel 1964.

## Trama

Una scena da Il re. Da sinistra a destra: Elena Zareschi, Massimo Girotti, Cecilia Polizzy e Ciro D'Angelo

Lo sceneggiato racconta le vicende di re Carlo Alberto durante la prima guerra di indipendenza, in particolare nel periodo precedente e successivo alla battaglia di Novara.
Sconfitto dall'esercito austriaco, decide di abdicare in favore del figlio, Vittorio Emanuele II, dopo aver riflettuto a lungo sulle sue colpe e le sue ragioni.